# Monolith Productions
Monolith Productions, Inc. a fost un dezvoltator de jocuri video american cu sediul în Kirkland, Washington⁠(d). Compania a devenit o subsidiară a Warner Bros. Games din august 2004. A publicat anterior jocuri de la terți în anii 1990. În februarie 2025, s-a anunțat că Warner Bros. Games a decis să închidă studioul.

## Istorie
Monolith Productions a fost fondată la 25 octombrie 1994 de Brian Goble, Brian Waite, Bryan Bouwman, Garrett Price, Jace Hall⁠(d), Paul Renault și Toby Gladwell.
Brian Goble a spus următoarele cu privire la numele companiei:
„În momentul în care am înființat compania, DOS era încă sistemul de operare ales pentru jocuri. Din această cauză, știam că trebuie să venim cu un nume care să aibă 8 caractere sau mai puțin (pentru nume de fișiere 8.3 [sau SFN]). Am căutat idei de povești și tehnologie pentru CD-ul nostru demo și ne-am uitat la o mulțime de filme. Monolith a apărut, era semi misterios, nu era folosit și avea 8 caractere. Perfect...”
Compania este cunoscută în special pentru serialele Blood, No One Lives Forever și F.E.A.R. Monolith a dezvoltat motorul de joc LithTech⁠(d), care a fost folosit pentru majoritatea jocurilor lor, începând cu Shogo: Mobile Armor Division⁠(d) în septembrie 1998. Între 1997 și 1999, Monolith a publicat și jocuri – unele dezvoltate de studio, altele de terți.
În 2004, Monolith Productions a fost cumpărată de Warner Bros. Interactive Entertainment (acum Warner Bros. Games).
În 2014, compania a lansat titlul Middle-earth: Shadow of Mordor, cu o continuare intitulată Middle-earth: Shadow of War, care a fost lansată în 2017.
În 2021, compania a anunțat că dezvoltă un joc video cu Femeia Fantastică (Wonder Woman) în rolul principal.
În 2025, Warner Bros. Games a închis studioul alături de Player First Games și WB Games San Diego, anulând Wonder Woman și reconcentrându-și eforturile de dezvoltare pe proprietăți intelectuale principale.

## Jocuri video

### Dezvoltate
| An   | Titlu                                              | Platformă                                    | Platformă                                        | Platformă            |
| An   | Titlu                                              | PC                                           | Console                                          | Console portabile⁠(d) |
| ---- | -------------------------------------------------- | -------------------------------------------- | ------------------------------------------------ | -------------------- |
| 1997 | Blood⁠(d)                                           | MS-DOS, Microsoft Windows                    | —                                                | —                    |
| 1997 | Claw⁠(d)                                            | Microsoft Windows                            | —                                                | —                    |
| 1998 | Get Medieval⁠(d)                                    | Microsoft Windows                            | —                                                | —                    |
| 1998 | Shogo: Mobile Armor Division⁠(d)                    | Microsoft Windows, Mac OS, Linux, AmigaOS⁠(d) | —                                                | —                    |
| 1998 | Blood II: The Chosen⁠(d)                            | Microsoft Windows                            | —                                                | —                    |
| 1999 | Gruntz⁠(d)                                          | Microsoft Windows                            | —                                                | —                    |
| 1999 | TNN Outdoors Pro Hunter 2                          | Microsoft Windows                            | —                                                | —                    |
| 2000 | Sanity: Aiken's Artifact⁠(d)                        | Microsoft Windows                            | —                                                | —                    |
| 2000 | The Operative: No One Lives Forever⁠(d)             | Microsoft Windows, Mac OS                    | PlayStation 2                                    | —                    |
| 2001 | Tex Atomic's Big Bot Battles                       | Microsoft Windows                            | —                                                | —                    |
| 2001 | Aliens Versus Predator 2⁠(d)                        | Microsoft Windows, Mac OS                    | —                                                | —                    |
| 2002 | No One Lives Forever 2: A Spy in H.A.R.M.'s Way⁠(d) | Microsoft Windows, Mac OS                    | —                                                | —                    |
| 2003 | Tron 2.0⁠(d)                                        | Microsoft Windows, Mac OS                    | Xbox                                             | Game Boy Advance     |
| 2003 | Contract J.A.C.K.⁠(d)                               | Microsoft Windows                            | —                                                | —                    |
| 2005 | The Matrix Online⁠(d)                               | Microsoft Windows                            | —                                                | —                    |
| 2005 | F.E.A.R.⁠(d)                                        | Microsoft Windows                            | PlayStation 3, Xbox 360                          | —                    |
| 2005 | Condemned: Criminal Origins⁠(d)                     | Microsoft Windows                            | Xbox 360                                         | —                    |
| 2008 | Condemned 2: Bloodshot⁠(d)                          | —                                            | PlayStation 3, Xbox 360                          | —                    |
| 2009 | F.E.A.R. 2: Project Origin⁠(d)                      | Microsoft Windows                            | PlayStation 3, Xbox 360                          | —                    |
| 2012 | Gotham City Impostors⁠(d)                           | Microsoft Windows                            | PlayStation 3, Xbox 360                          | —                    |
| 2012 | Guardians of Middle-earth⁠(d)                       | Microsoft Windows                            | PlayStation 3, Xbox 360                          | —                    |
| 2014 | Middle-earth: Shadow of Mordor⁠(d)                  | Microsoft Windows, OS X, Linux               | PlayStation 4, Xbox One, PlayStation 3, Xbox 360 | —                    |
| 2017 | Middle-earth: Shadow of War⁠(d)                     | Microsoft Windows                            | PlayStation 4, Xbox One                          | —                    |
| N/A  | Wonder Woman                                       | Anulat                                       | Anulat                                           | Anulat               |

### Publicate
| An   | Titlu                                   | Platformă                                    |
| An   | Titlu                                   | PC                                           |
| ---- | --------------------------------------- | -------------------------------------------- |
| 1994 | Maabus⁠(d)                               | MS-DOS                                       |
| 1998 | Rage of Mages⁠(d)                        | Microsoft Windows                            |
| 1999 | Rage of Mages II: Necromancer⁠(d)        | Microsoft Windows                            |
| 1999 | Septerra Core: Legacy of the Creator⁠(d) | Microsoft Windows                            |
| 1999 | Gorky 17                                | Microsoft Windows, Mac OS, Linux, AmigaOS⁠(d) |